# The Glove (gruppo musicale)
The Glove è stato un gruppo (considerabile un supergruppo) creato come progetto collaterale da Robert Smith, leader della band The Cure, e Steven Severin, bassista della band Siouxsie and the Banshees. Il gruppo ha pubblicato un unico album, Blue Sunshine, nel 1983.

## Storia
Il progetto The Glove prese vita nel 1983, come diversivo per Smith e Severin rispetto al loro impegno nelle rispettive band. Smith era reduce dalla stressante produzione di Pornography con i Cure e dall'estenuante tour successivo, conclusosi con la traumatica rottura con il bassista Simon Gallup, mentre Severin era alle prese con uno stallo dei Banshees, dopo l'esaurimento nervoso del chitarrista John McGeoch e a causa degli impegni di Siouxsie Sioux e Budgie come The Creatures.
La band trasse il proprio nome dall'enorme guanto volante che appare nel film Yellow Submarine dei Beatles (1968), mentre il titolo del loro unico album, Blue Sunshine, si riferisce a quello dell'omonimo film horror americano del 1977 (in Italia intitolato Sindrome del terrore), in cui chi fa uso di una immaginaria variante di LSD, chiamata "Blue Sunshine", dopo alcuni anni perde i capelli e sviluppa istinti assassini, e la cui colonna sonora, composta da Charles Gross, fornì più di uno spunto al duo.
L'esperienza del gruppo si concretizzò in effetti nella lunghissima sessione di registrazione dell'unico album realizzato, tra marzo e maggio del 1983. Severin e Smith vissero per 12 settimane nello studio di registrazione della Polydor a Londra, suonando, guardando film horror, leggendo tabloid e soprattutto assumendo droghe psichedeliche in quantità, mentre gente varia entrava e usciva a qualunque ora, in una sorta di party no stop, durante il quale solo cinque giorni furono effettivamente dedicati alle registrazioni finite sul vinile. A causa dei vincoli contrattuali con la Fiction Records, che impedivano a Smith di cantare stabilmente con una band diversa dai Cure, il ruolo di voce solista fu affidato a Jeanette Landray, ex ragazza del batterista dei Banshees, Budgie, e ballerina del collettivo Zoo, oltre che cantante dilettante. Smith prestò quindi la sua voce solista solo nei brani Mr. Alphabet Says e Perfect Murder. I testi furono scritti quasi tutti da Severin, mentre Smith si concentrò prevalentemente sulla musica, imboccando la strada della neopsichedelia e spaziando dall'elettronica alla musica da camera.
I Glove fecero pochissima promozione per l'album, a parte l'uscita dei due singoli Like An Animal e Punish Me With Kisses, e non tennero concerti. Le uniche apparizioni TV avvennero in due video registrati in playback per la puntata del 24 ottobre 1983 del programma musicale "Riverside", su BBC Two, in cui alla tastiera compare Porl Thompson, e in un altro video registrato per una puntata della serie musicale "Play At Home", su Channel 4, nel settembre 1984. Smith, quindi, si dedicò a riavviare il percorso dei Cure e Severin quello dei Siouxsie and the Banshees, senza più riprendere il progetto, eccezion fatta per un paio di ristampe dell'album, rimasterizzate e arricchite da registrazioni inedite, nel 1990 e nel 2006.

## Formazione
- Steven Severin - basso, tastiere
- Robert Smith - chitarra, tastiere, drum machine, flauto dolce, voce

### Altri musicisti
- Jeanette Landray - voce
- Andy Anderson - batteria
- Martin McCarrick - violoncello
- Ginny Hewes - violino
- Anne Stephenson - violino

## Discografia

### Album in studio
- Blue Sunshine (Polydor, 1983)

### Singoli
- Like an Animal (Polydor, 1983)
- Punish Me With Kisses (Polydor, 1983)